# Condado de Villacieros
El condado de Villacieros es un título nobiliario español creado por el rey Juan Carlos I de España, el 9 de febrero de 1980, a favor de Antonio Villacieros Benito (1900-1983), embajador de España, jefe de protocolo de la Secretaría General de la Casa de Su Majestad el Rey de España, gran-cruces de la Real Orden de Isabel la Católica y de la Real y Distinguida Orden Española de Carlos III.

## Denominación
La denominación de la dignidad nobiliaria refiere al apellido paterno, por lo que fue universalmente conocida la persona a la que se le otorgó dicha merced nobiliaria.

## Carta de Ortorgamiento
El título se le concedió: 

«Deseando dar una muestra de Mi Real aprecio y como testimonio de los servicios prestados a la Corona por don Antonio Villacieros Benito, Embajador de España y Jefe de Protocolo de la Secretaría General de mi Real Casa, y oído el Consejo de Ministros...»
Real Decreto 270/1980, de 9 de febrero (BOE, 16 de febrero de 1980).

## Condes de Villacieros
|                            | Titular                                      | Periodo                    |
| Creación por Juan Carlos I | Creación por Juan Carlos I                   | Creación por Juan Carlos I |
| -------------------------- | -------------------------------------------- | -------------------------- |
| I                          | Antonio Villacieros Benito                   | 1980-1983                  |
| II                         | Francisco Javier Villacieros y Machimbarrena | 1984-2016                  |
| III                        | Álvaro Villacieros y Zunzunegui              | 2017-actual titular        |

## Historia de los condes de Villacieros
- Antonio Villacieros Benito (1900-1983), I conde de Villacieros, embajador de España, jefe de Protocolo de la Secretaría General de la Casa de Su Majestad el Rey de España, gran-cruces de la Real Orden de Isabel la Católica y de la Real y Distinguida Orden Española de Carlos III.

1. Casó en 1927 con María del Carmen Machimbarrena Aguirrebengoa. De su matrimonio nacieron un hijo y una hija: Francisco Javier y Emma Villacieros Machimbarrena, quien casó con Antonio García Ogara y Wright. Le sucedió, el 20 de julio de 1984,[3] su hijo primogénito:

- Francisco Javier Villacieros y Machimbarrena (1928-2016), II conde de Villacieros,[3] licenciado en Derecho, embajador de España, diplomático, Gran Cruz de la Orden del Mérito Civil.

1. Casó en 1953 con Elvira Zunzunegui Arocena (1932-). De su matrimonio nacieron un hijo y una hija: Álvaro (1955-), y Marta Villacieros Zunzunegui. Le sucede su hijo:[3]

- Álvaro Villacieros y Zunzunegui, III conde de Villacieros.

1. Casó con Micaela Armada Barcaiztegui.